# بيتر ك. فوجت
بيتر ك. فوجت (بالإنجليزية: Peter K. Vogt)‏ هو أستاذ جامعي وعالم وراثة وعالم أحياء أمريكي، ولد في 10 مارس 1932 في Broumov ‏ في التشيك.